# 17034 Васильшев
17034 Васильшев (17034 Vasylshev) — астероїд головного поясу, відкритий 22 березня 1999 року.
Тіссеранів параметр щодо Юпітера — 3,400.
Названо на честь українського астронома Василя Григоровича Шевченка, викладача кафедри астрономії Харківського національного університету та співробітника НДІ астрономії ХНУ. У номінації на найменування відзначено, що Василь Шевченко «є найпродуктивнішим спостерігачем фазової залежності та опозиційного ефекту для малих планет. Він одним із перших показав, що амплітуда опозиційного ефекту залежить від таксономічного класу».